# Gustáv Husák
Gustáv Husák (rodným jménem Augustín, 10. ledna 1913 Dúbravka – 18. listopadu 1991 Bratislava) byl československý politik slovenského původu, vrcholný představitel vládnoucí Komunistické strany Československa a v letech 1975–1989 osmý prezident Československa.
V roce 2019 se umístil na sedmém místě ankety Najväčší Slovák.

## Život

### Mládí
Narodil se do rodiny Nikodéma Husáka (1881–1962) a jeho manželky Magdalény, rozené Fratričové (1882–1914). Jeho původní křestní jméno bylo Augustín. Jeho otec pracoval jako dělník v kamenolomu a sezonní zemědělský dělník, avšak v první světové válce utrpěl těžší zranění a poté se živil jako rolník; krátce zastával i post starosty Dúbravky. Gustáv Husák svoji matku nepoznal, neboť zemřela na tuberkulózu, když mu byl jeden rok. Jeho otec se znovu oženil. Od roku 1929 Gustáv Husák pobýval v bratislavských internátech. Během práce ve studentském hnutí poznal v roce 1935 svoji budoucí první manželku Magdu Lokvencovou, se kterou se 1. září 1938 oženil. Měli spolu syny Vladimíra (* 1944) a Jána (1946–2004). Jeho první manželství skončilo rozvodem v roce 1960. Magda Husáková Lokvencová zemřela v roce 1966.
Po smrti své první ženy se seznámil v roce 1966 s Vierou Millerovou, rozenou Čáslavskou, která byla o deset let mladší. Vzali se v roce 1973. Viera Husáková zemřela 20. října 1977 při havárii vrtulníku na bratislavském letišti.

### Studia
V letech 1925–1933 studoval na Československém reálném gymnáziu v Bratislavě na Grösslingové ulici (v průběhu jeho studia bylo přejmenováno na Masarykovo), kde patřil mezi premianty. Maturoval s vyznamenáním. V roce 1929, jako šestnáctiletý, vstoupil do Komunistického svazu mládeže a v roce 1933, jako student Právnické fakulty Univerzity Komenského v Bratislavě, vstoupil do Komunistické strany Československa (KSČ). V roce 1937 absolvoval s vyznamenáním vysokoškolské studium. V roce 1938 byl promován a získal akademický titul JUDr. (doktor práv). Poté pracoval jako advokátní koncipient v advokátní kanceláři Vladimíra Clementise.
Později se uváděl i s titulem CSc. (kandidát věd). Vědecký titul kandidáta věd získal v Ústavu státu a práva československé Akademie věd v Bratislavě.

### Válečné období
Za druhé světové války byl odpůrcem Tisova Slovenského státu, byl členem hnutí odporu, aktivně se účastnil Slovenského národního povstání. Stal se místopředsedou povstalecké Slovenské národní rady a významným členem tehdy vzniklého Sboru pověřenců. V 1. Sboru pověřenců a 2. Sboru pověřenců zastával během povstání post pověřence vnitra (společně s Ivanem Štefánikem). Byl rovněž místopředsedou Komunistické strany Slovenska. Z léta 1944 se zachoval i Husákův dopis, v němž doporučoval, aby Slovensko bylo po válce zařazeno do svazku národů Sovětského svazu. V pozdější době zdůvodňoval svůj dopis tím, že se snažil jen vyvíjet tlak na československou exilovou vládu v Londýně, aby uznala slovenské národní požadavky, a měl tedy již tenkrát zastávat stanovisko, že Slovensko je nedílnou součástí Československa, byť má mít v tomto svazku značnou autonomii.

### Poválečný vzestup a první politický pád
Ve vrcholné politice setrval i po druhé světové válce. Ve 4. Sboru pověřenců a v 5. Sboru pověřenců byl opětovně pověřencem vnitra. V 6. Sboru pověřenců ustoupil na post pověřence dopravy a veřejných prací.
V prvních poválečných parlamentních volbách v květnu roku 1946 zvítězila na Slovensku Demokratická strana, na rozdíl od českých zemí, kde zvítězili komunisté. Po podpisu třetí pražské dohody však všechna rozhodnutí Slovenské národní rady podléhala schválení celostátní československé vlády. Husák sám se stal předsedou 7. Sboru pověřenců, tedy prakticky slovenské autonomní vlády. Na podzim roku 1947 navíc vytlačil nátlakovými akcemi některé přední nekomunistické pověřence z jejich úřadů (8. Sbor pověřenců) a získal potom přímý vliv na řízení slovenské policie, jak pořádkové policie (Sboru národní bezpečnosti), tak tajné policie (StB). Stal se tak jedním z vlivných aktérů komunistického převratu v roce 1948, kdy zůstal i předsedou poúnorových 9. Sboru pověřenců a zprvu také 10. Sboru pověřenců., navíc krátce zastával i post pověřence zemědělství.
Zlom nastal roku 1950, kdy byl spolu s Vladimírem Clementisem, Lacem Novomeským a mnoha dalšími obviněn z tzv. buržoazního nacionalismu. V květnu 1950 ztratil post předsedy Sboru pověřenců. V únoru 1951 byl zatčen a vyloučen z KSČ. Dne 24. dubna 1954 byl v tzv. procesu s buržoazními nacionalisty, souzenými za velezradu, sabotáž a vyzvědačství, odsouzen za velezradu k doživotnímu trestu odnětí svobody. Po odsouzení čekal na přesun do věznice v Leopoldově v tajné věznici StB v prostorách bývalého Arcibiskupského gymnázia v Praze-Bubenči. Byl jedním z mála obžalovaných, kteří při procesu nedoznali i přes mučení žádnou vinu, což mu pravděpodobně zachránilo život. Kvůli tomu, že po každém mučení nakonec odvolal své přiznání, se rovněž protáhla příprava procesu. Rozsudek nad ním byl vynesen až po Stalinově a Gottwaldově smrti, a to možná také přispělo k tomu, že unikl trestu smrti.

### Rehabilitace a nový vzestup
V roce 1960 byl po rozsáhlé amnestii prezidenta Antonína Novotného propuštěn a v roce 1963 plně rehabilitován, opět se stal členem KSČ. V průběhu 60. let byl Husák zpočátku jednou z význačných osobností reformního proudu v Komunistické strany Československa, v období tzv. pražského jara 1968 vystupoval jako stoupenec reforem. V dubnu roku 1968 se stal místopředsedou československé vlády, v níž pak byl jedním z předních iniciátorů ústavního zákona o federativním uspořádání republiky.
Zcela novou příležitost pro něj znamenala Invaze vojsk Varšavské smlouvy do Československa v srpnu 1968. Krátce poté, co okupační vojska internovala čelní představitele ČSSR a KSČ v Moskvě, se Husák stal členem oficiální československé delegace pod vedením prezidenta Ludvíka Svobody. Je pravděpodobné, že Husákova výřečnost a ráznost přesvědčily nejvyššího představitele SSSR Leonida Brežněva, že právě Husák je tím mužem, kterému by měla být dána důvěra a přednost před ostatními komunistickými politiky v Československu, zvláště před Alexandrem Dubčekem. Na mimořádném sjezdu KSS dne 28.8.1968 byl zvolen prvním tajemníkem, kde pronesl známou větu (která je často přisuzována pozdějšímu období): „Nech odpadne, čo je kolísavé, nech odpadne, čo je oportunistické“ a též poprvé použil slovo normalizace. V dubnu 1969 tak Husák nahradil Dubčeka ve funkci prvního tajemníka KSČ, v květnu 1971 se formálně stal generálním tajemníkem KSČ a v této funkci setrval až do prosince 1987. Husák se stal jedním z nejmocnějších lidí v ČSSR a symbolem politické normalizace 70. let ve všech oblastech politiky, kultury a hospodářství. V jejím rámci byly provedeny rozsáhlé personální čistky ve všech odvětvích společenského a hospodářského života, kdy vedoucí posty politiky i hospodářství mohli zastávat především ti, kdož (alespoň navenek) označili invazi v srpnu 1968 za bratrskou pomoc, odsoudili reformní snahy Pražského jara a (aspoň formálně) vyjádřili podporu normalizačnímu vedení KSČ. Husákova normalizace se projevovala navenek mj. i opětným odstraňováním pomníků prezidenta Masaryka obnovených v letech 1968–1969.
Počátkem září 1969 na zasedání Ústředního výboru KSČ pronesl Husák jako první tajemník ÚV KSČ větu „Hranice nejsou korzo, aby se tu někdo procházel!“ (v originále slovensky „Hranice nie sú korzo, aby sa tu voľakto prechádzal!“). Následkem toho byla začátkem října 1969 železná opona po předchozím uvolnění v 60. letech znovu utěsněna a volný pohyb osob do západních zemí maximálně omezen.
Vrchol Husákovy politické kariéry nastal v roce 1975: tehdy byl funkce zbaven dlouhodobě vážně nemocný prezident Ludvík Svoboda a při následné volbě prezidenta Československa 1975 dne 29. května 1975 byl Husák zvolen prezidentem Československé socialistické republiky (v pořadí 8. prezidentem Československa). V této funkci byl potvrzen v roce 1980 i v roce 1985.
Na přelomu 70. a 80. let se začal zhoršovat jeho zdravotní stav. Až do smrti byl velmi silným kuřákem (na veřejnosti se však s cigaretou objevoval sporadicky), což se spolu s předchozím vězněním na jeho zdraví citelně podepsalo. Cukrovka omezovala možnost operovat šedý zákal (komplikovaný celoživotní těžkou krátkozrakostí), který postoupil natolik, že mohl číst jen na čtecím stroji. Přesto operaci (na tehdejší dobu poměrně těžký zákrok) v roce 1978 podstoupil a i přes velmi silné brýle, které později nosil, se mu zrak vrátil do přijatelných mezí.

### Závěr politické kariéry
V roce 1987 se Husák vzdal funkce generálního tajemníka ÚV KSČ, kdy jej v této funkci vystřídal Miloš Jakeš. Funkci prezidenta republiky však vykonával dál. Na svých posledních veřejných vystoupeních ve funkci prezidenta se objevoval opíraje se o hůl.
Během sametové revoluce koncem roku 1989 byl jedním z tehdejších československých politiků, kteří odmítli situaci řešit násilím[zdroj?] a přispěl tak ke klidnému průběhu převratu. Jeho posledním politickým činem se pak 10. prosince 1989 stalo jmenování Čalfovy „Vlády národního porozumění“, vzápětí abdikoval z úřadu prezidenta republiky. V únoru 1990 byl společně s dalšími nejvíce zprofanovanými představiteli komunistického režimu vyloučen z KSČ.

### Konec života
Po odstoupení z prezidentského úřadu neměl podle tehdy platných předpisů, které vycházely ještě z prvorepublikového zákona, nárok na penzi. Důchod získal až od května 1991 na základě předchozího zaměstnání. V té době už měl také vážné zdravotní komplikace. Byla u něj diagnostikována rakovina žaludku v pokročilém stadiu, v listopadu 1990 podstoupil onkologickou operaci. Jeho stav byl vážný, ale nakonec se zotavil. Postupně se však jeho zdravotní stav opět zhoršoval, až musel být 1. listopadu 1991 převezen na kliniku na bratislavských Kramárech, kde zemřel 18. listopadu 1991 na selhání srdeční a dýchací soustavy. Jeho pohřbu se zúčastnili kromě jeho bývalých komunistických spolupracovníků i předseda slovenské vlády Ján Čarnogurský a předseda Slovenské národní rady František Mikloško, což vyvolalo kritiku především v českých zemích, kde to bylo vnímáno jako gesto úcty k Husákovým nacionálním postojům. Šlo o součást eskalace problémů mezi Čechy a Slováky v tomto období.

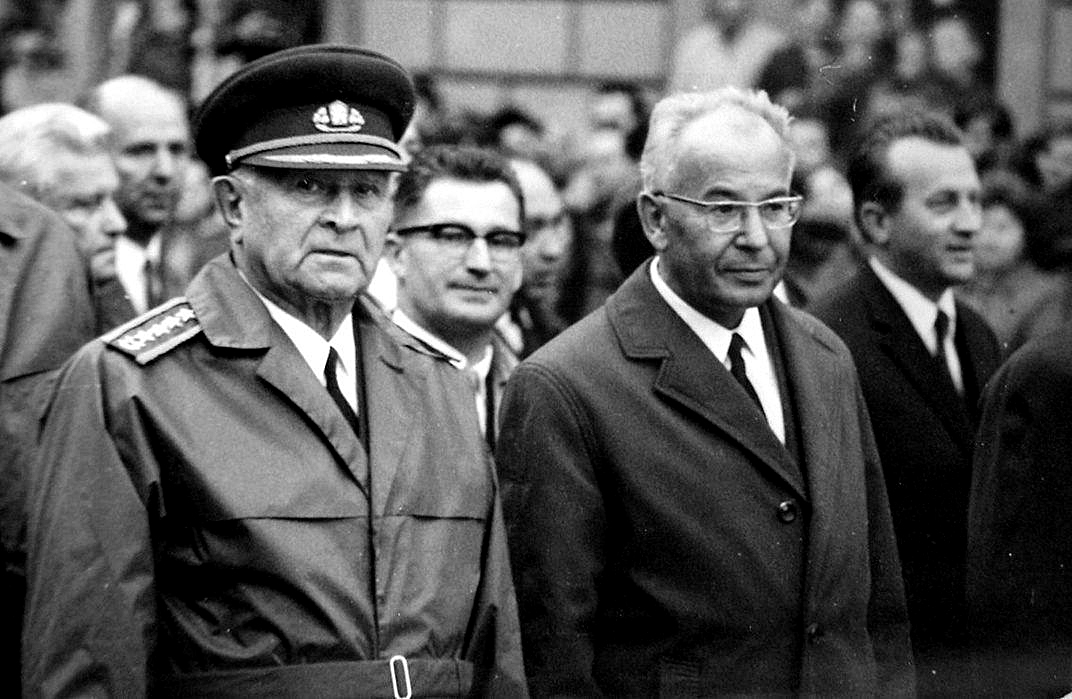
1969: Husák (vpravo) na návštěvě v Banské Bystrici, spolu s prezidentem ČSSR generálem Ludvíkem Svobodou.
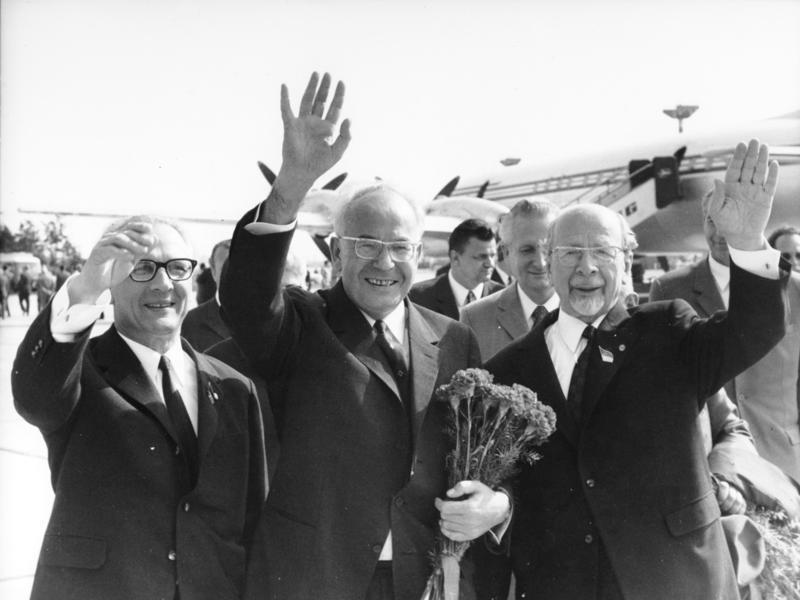
1971: Husák (uprostřed) na státní návštěvě NDR. Vlevo Erich Honecker, vpravo Walter Ulbricht.
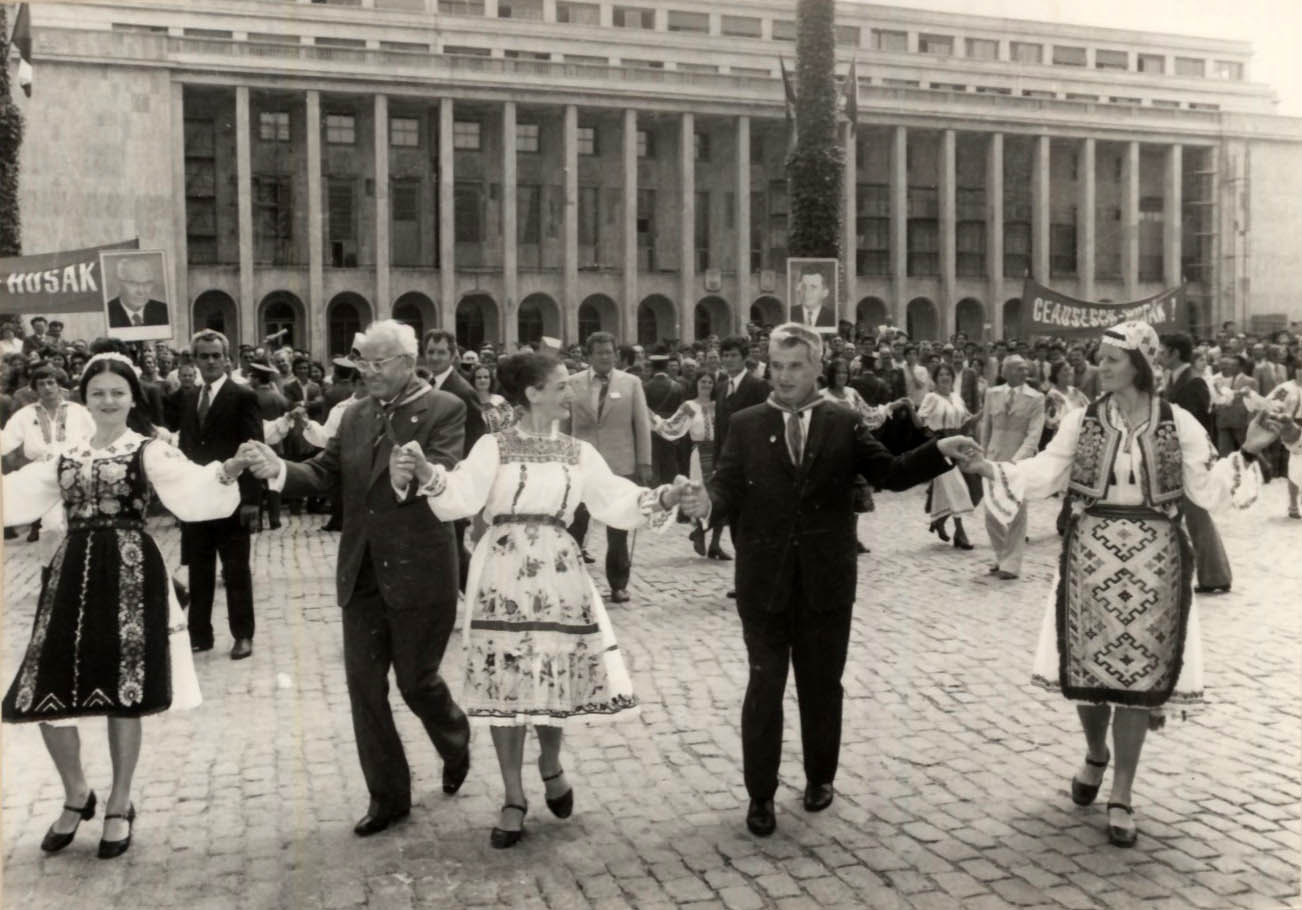
1977: Husák na návštěvě Rumunska, spolu s Nicolae Ceauşescem.
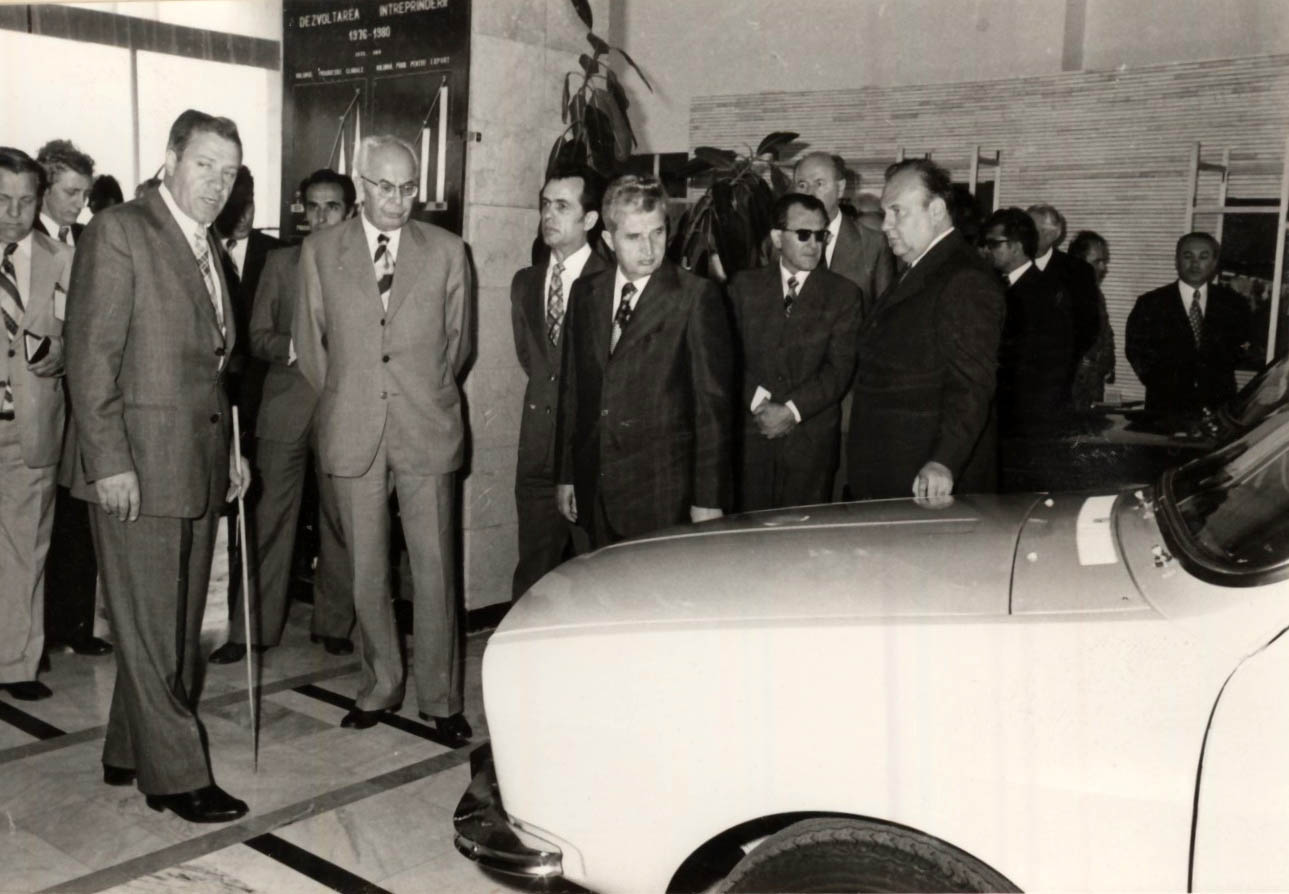
1977: Husák na exkurzi v rumunské automobilce Dacia.
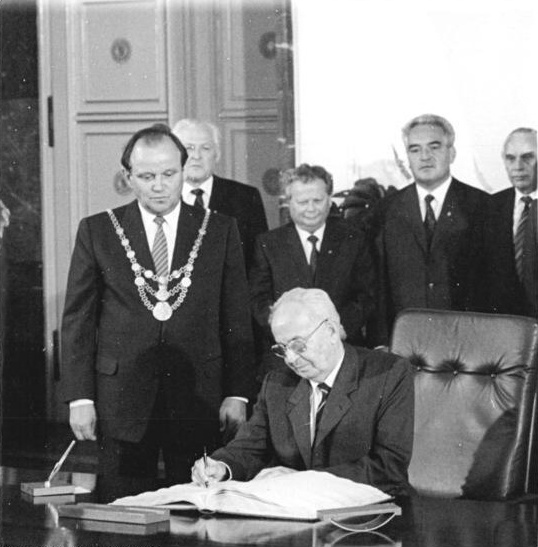
1987: Husák se zapisuje do zlaté knihy návštěvníků Východního Berlína, vlevo stojí východoberlínský primátor Erhard Krack.

## Vyznamenání
- Hrdina Sovětského svazu – 9. ledna 1983
- Československý válečný kříž 1939 – 1945
- Řád Slovenského národního povstání – 1945
- Československá medaile za zásluhy – 1945
- Pamětní odznak druhého národního odboje – 1947
- velkokříž Řádu znovuzrozeného Polska – 1948[30]
- Pamětní medaile k 20. výročí Slovenského národního povstání – 1964
- Hrdina Československé socialistické republiky – 23. srpna 1969, 27. prosince 1972 a 3. prosince 1982[31]
- Řád Klementa Gottwalda – 30. dubna 1968, 27. prosince 1972, 7. ledna 1983 a 7. ledna 1988[32]
- Řád Vítězného února – 20. února 1973[33]
- Řád Makaria III. – Kypr, 1980
- Řád Velké zářijové revoluce 1969 – Libye, 1981
- Leninův řád – Sovětský svaz, 27. srpna 1969, 9. ledna 1973, 9. ledna 1983 a 8. ledna 1988
- Řád Říjnové revoluce – Sovětský svaz, 9. ledna 1978
- velkokříž s řetězem Řádu bílé růže – Finsko, 1987[34]
- Řád Stará planina – Bulharsko
- Řád Georgiho Dimitrova – Bulharsko
- Řád Pahlaví – Írán
- Řád José Martího – Kuba, 1973[35][36]
- Řád Playa Girón – Kuba, 1983[37]
- Medaile 100. výročí narození Vladimira Iljiče Lenina – Sovětský svaz
- Řád národního praporu I. třídy – 1988, Severní Korea
- Řád praporu Maďarské lidové republiky – Maďarsko
- Süchbátarův řád – Mongolsko
- Řád Karla Marxe – NDR
- Řád vítězství socialismu – Rumunsko
- Řád hvězdy Rumunské lidové republiky I. třídy – Rumunsko
- Řád za občanské zásluhy – Sýrie

## Odraz v kultuře

### Jazyk
- Děti narozené během začátku Husákovy vlády, zejména v první polovině 70. let, se v publicistickém slangu označují Husákovy děti.
- Žižkovskému vysílači v Praze se někdy přezdívá Husákův prst.[zdroj?]
- Husákovo ticho – Silniční Těšnovský tunel v Praze vzniklý zahloubením nábřežní komunikace před budovou sídla ÚV KSČ[38]

### Divadlo
- Dr. Gustáv Husák, inscenace slovenského divadla Aréna z roku 2006, režie Martin Čičvák,[39] v roli Husáka Ján Gallovič, Marián Prevendarčík, Emil Horváth

### Film a televize
- Príbeh jednej misie (1967)[40]
- Spřízněni volbou (1968)[40]
- Čas, ktorý žijeme (1968)[40]
- Povstalecké memoáre SNP (1969)[40]
- Vojáci svobody/Komunisté (Ivan Mistrík jako Gustáv Husák, 1977)[41]
- Vítězný lid (Michal Dočolomanský jako Gustáv Husák, 1977)[41]
- Invaze (Terence Soall jako Gustáv Husák, 1980)[41]
- Gustáv Husák (1983)[40]
- Povstalecká história (Michal Dočolomanský jako Gustáv Husák, 1986)[41]
- Gottwald (Michal Dočolomanský jako Gustáv Husák, 1986)[41]
- Prezidenti (1990)[40]
- Takoví nám vládli (1999)[40]
- Historická panoráma - Svedectvo o dr. Gustávovi Husákovi (TV film) (2000)[40]
- Ta lidská bezmoc moci...: (režie: Petr Lokaj, 2006)[40]
- V hlavní roli Gustáv Husák (režie: Robert Sedláček, 2008)[40]
- SNP (Jiří Kroupa jako Gustáv Husák, 2009) [41]
- České století: Poslední hurá, Musíme se dohodnout (2014), režie Robert Sedláček, Ján Greššo jako Gustáv Husák[40]
- Rudí prezidenti: Kněz komunismu - Gustáv Husák (E05) (2018)[40]
- Dubček, režie Laco Halama, 2018, Stano Král jako Gustáv Husák
- Muž, který stál v cestě, režie Petr Nikolaev, 2023, Adrian Jastraban jako Gustáv Husák